# Сушарка для рук
Сушарка для рук -- електричний пристрій для сушіння рук. Був вигаданий на заміну побутових рушників та для прискорення процесу сушіння рук. Застосувуються насамперед в туалетах публічних закладів: аеропортах, ресторанах, кафе тощо. Є важливою частиню забезпечення гігієни споживачів.

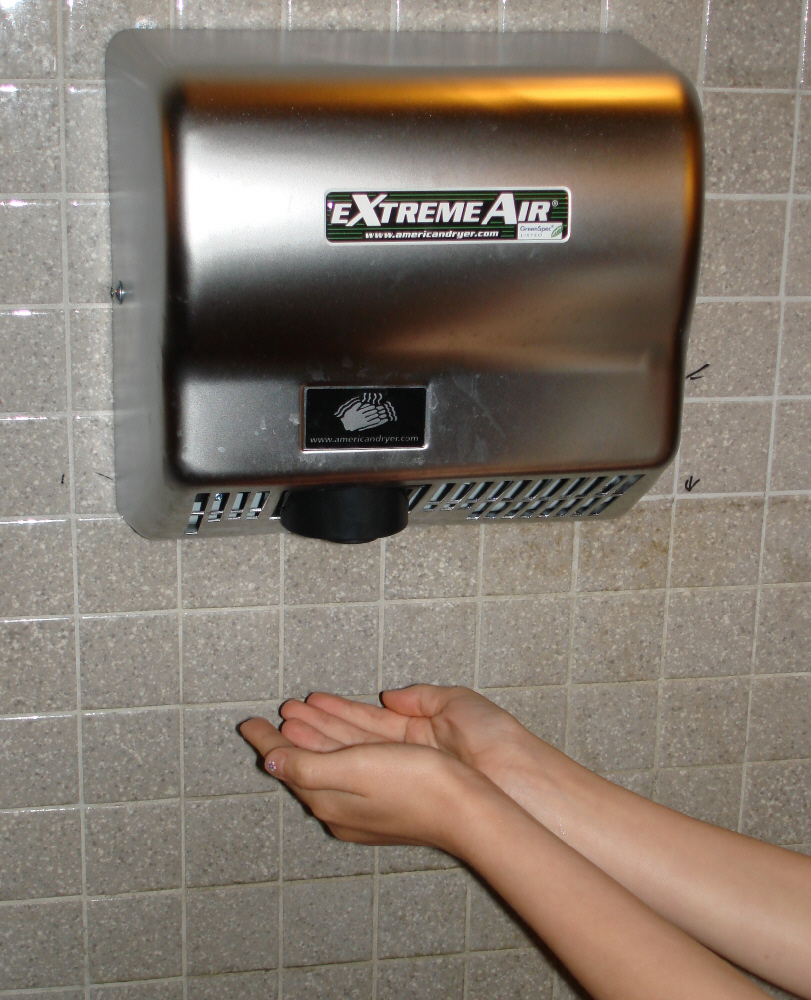
Сушарка для рук

Можуть включатись автоматично, так й натисканням кнопки. В останній час найбільше застосовується автоматичний спосіб включання. 

## Інтернет-ресурси
- Konrad Lischka: Technikärgernis Händetrockner – Und ewig rauscht der Fingerfön [Архівовано 4 травня 2012 у Wayback Machine.], Spiegel Online, 9. Oktober 2008.